# Arn (serie de películas)
Arn es una serie de películas y miniserie transmitidas desde el 25 de diciembre del 2007 hasta el 2 de abril del 2010.
La franquicia estuvieron basados en el personaje literario de Arn Magnusson de las novelas del escritor sueco Jan Guillou.
Estuvo conformada por 2 películas y 1 miniserie por el actor sueco Joakim Nätterqvist.

## Películas[1]

### Arn: Tempelriddaren(2007)
La primera película de "Arn", fue estrenada el 25 de diciembre de 2007.
Arn es el hijo de un noble de alto rango en Suecia, por lo que es educado en un monasterio y más tarde enviado a luchar en la Tierra Santa como un caballero templario para cumplir una penitencia por un amor.
| Actor                 | Personaje                          | Notas                    |
| --------------------- | ---------------------------------- | ------------------------ |
| Joakim Nätterqvist    | Arn Magnusson                      | Caballero Templario      |
| Sofia Helin           | Cecilia Algotsdotter               | -                        |
| Stellan Skarsgård     | Birger Brosa                       | -                        |
| Michael Nyqvist       | Magnus Folkesson                   | -                        |
| Morgan Alling         | Eskil Magnusson                    | -                        |
| Gustaf Skarsgård      | Knut I de Suecia                   | -                        |
| Fanny Risberg         | Cecilia Blanka de Suecia           | -                        |
| Vincent Pérez         | Hermano Guilbert                   | -                        |
| Jørgen Langhelle      | Erik IX Jedvardsson de Suecia      | -                        |
| Svante Martin         | Rey Karl VII Sverkersson de Suecia | -                        |
| Julia Dufvenius       | Helena Sverkerdotter de Suecia     | -                        |
| Nicholas Boulton      | Gérard de Ridefort                 | Gran Maestre de la Orden |
| Thomas W. Gabrielsson | Emund Ulvbane                      | -                        |
| Milind Soman          | Saladin                            | -                        |
| Steven Waddington     | Arnaldo de Torroja                 | -                        |
| Bibi Andersson        | Madre Rikissa                      | -                        |

### Arn: Riket vid vägens slut(2008)
La segunda película de la trilogía "Arn", fue estrenada el 22 de agosto de 2008.
El caballero Arn va a su última batalla contra Saladino antes de regresar a casa en Suecia y finalmente reencontrarse con Cecilia.
| Actor                      | Personaje                      | Notas                    |
| -------------------------- | ------------------------------ | ------------------------ |
| Joakim Nätterqvist         | Arn Magnusson                  | Caballero Templario      |
| Sofia Helin                | Cecilia Algotsdotter           | -                        |
| Morgan Alling              | Eskil Magnusson                | -                        |
| Stellan Skarsgård          | Birger Brosa                   | -                        |
| Gustaf Skarsgård           | Rey Knut I de Suecia           | -                        |
| Joel Kinnaman              | Sverker II Karlsson de Suecia  | -                        |
| Fanny Risberg              | Reina Cecilia Blanka de Suecia | -                        |
| Martin Wallström           | Magnus Månsköld                | -                        |
| Jakob Cedergren            | Ebbe Sunesson                  | -                        |
| Nicholas Boulton           | Gérard de Ridefort             | Gran Maestre de la Orden |
| Anders Baasmo Christiansen | Harald Øysteinsson             | -                        |
| Milind Soman               | Saladin                        | -                        |
| Bill Skarsgård             | Erik X Knutsson de Suecia      | -                        |
| Valter Skarsgård           | Jon Knutsson                   | -                        |
| Nijas Ørnbak-Fjeldmose     | Sune Folkesson                 | -                        |
| Frank Sieckel              | Sigfried De Turenne            | -                        |
| Göran Ragnerstam           | Obispo Erland                  | -                        |
| Bibi Andersson             | Madre Rikissa                  | -                        |

## Miniserie

### Arn(2010)
La primera miniserie y última entrega de la franquicia fue transmitida del 28 de marzo del 2010 hasta el 2 de abril del 2010.
Arn deberá pasar por varios retos antes de reunirse con el amor de su vida Cecilia Algotsdotter, quien se encuentra encerrada en un monasterio.
| Actor                      | Personaje                          | Nº de episodios | Duración |
| -------------------------- | ---------------------------------- | --------------- | -------- |
| Joakim Nätterqvist         | Arn Magnusson                      | 6               | 2010     |
| Sofia Helin                | Cecilia Algotsdotter               | 6               | 2010     |
| Stellan Skarsgård          | Birger Brosa                       | 6               | 2010     |
| Morgan Alling              | Eskil Magnusson                    | 4               | 2010     |
| Gustaf Skarsgård           | Rey Knut I de Suecia               | 4               | 2010     |
| Fanny Risberg              | Cecilia Blanka de Suecia           | 4               | 2010     |
| Milind Soman               | Saladin                            | 4               | 2010     |
| Driss Roukhe               | Fakhr                              | 4               | 2010     |
| Nicholas Boulton           | Gérard de Ridefort                 | 3               | 2010     |
| Anders Baasmo Christiansen | Harald Øysteinsson                 | 3               | 2010     |
| Frank Sieckel              | Sigfried De Turenne                | 3               | 2010     |
| Bibi Andersson             | Madre Rikissa                      | 3               | 2010     |
| Göran Ragnerstam           | Obispo Erland                      | 3               | 2010     |
| Michael Nyqvist            | Magnus Folkesson                   | 2               | 2010     |
| Nijas Ørnbak-Fjeldmose     | Sune Folkesson                     | 2               | 2010     |
| Martin Wallström           | Magnus Månsköld                    | 2               | 2010     |
| Steven Waddington          | Arnaldo de Torroja                 | 2               | 2010     |
| Svante Martin              | Rey Karl VII Sverkersson de Suecia | 2               | 2010     |
| Bill Skarsgård             | Rey Erik X Knutsson de Suecia      | 2               | 2010     |
| Valter Skarsgård           | Jon Knutsson                       | 2               | 2010     |
| Jakob Cedergren            | Ebbe Sunesson                      | 2               | 2010     |
| Thomas W. Gabrielsson      | Emund Ulvbane                      | 2               | 2010     |
| Joel Kinnaman              | Rey Sverker II Karlsson de Suecia  | 1               | 2010     |
| Simon Callow               | Padre Henry                        | 2               | 2010     |
| Sven-Bertil Taube          | Obispo Bengt                       | 2               | 2010     |
| Vincent Pérez              | Hermano Guilbert                   | 2               | 2010     |

## Premios y nominaciones
| Año  | Categoría                     | Premio                  | Nominado      | Resultado |
| ---- | ----------------------------- | ----------------------- | ------------- | --------- |
| 2009 | -                             | Audience Award          | Peter Flinth  | Ganó      |
| 2009 | Best Action in a Foreign Film | Taurus Award            | Kimmo Rajala  | Nominado  |
| 2008 | -                             | Audience Award          | Peter Flinth  | Ganó      |
| 2008 | Best Costume Design           | Guldbagge Award         | Kicki Ilander | Nominado  |
| 2007 | Stunt Coordination            | Jury Specialbagge Award | Kimmo Rajala  | Ganó      |

## Producción
La primera película estrenada el 25 de diciembre de 2007 fue dirigida por Peter Flinth, escrita por Hans Gunnarsson basado en la novela del escritor sueco Jan Guillou.
Producida por Waldemar Bergendahl, Leif Mohlin (de Suecia), Jan Marnell y Hans Lönnerheden (de Marruecos), en coproducción con Hege Astrup (de "SF Norge AS"), Ditte Christiansen y Ingolf Gabold (de "Danmarks Radio"), Tomas Eskilsson (de "Film 1 Väst"), Mark Foligno y Steve Milne (de "Molinare)", Jarkko Hentula (de "Juonifilmi Oy"), Åsa Sjöberg (de "TV4 AB"), Karoline Leth y Nina Lyng (de "SF Film Production"), Alistair MacLean-Clark, Anthony Nutley y Colin Nutley (de "Sheba Productions"), Gábor Pasztor y Bo Persson (de "Europa Sound"), Helena Sandmaek-Onsum (de "Dafsljus Film Equipment AB") y por Julia Münterfering y Thomas Weymar (de "Telepool GmbH"), en apoyo con el productor ejecutivo Johan Mardell. Junto a ellos el productor de posproducción Peter Bengtsson y los productores de línea Laura Julian de Marruecos y Maritha Norstedt de Escocia.
La música estuvo a cargo de Tuomas Kantelinen, mientras que la edición estuvo en manos de Eric Kress.
La segunda película estrenada el 22 de agosto del 2008 fue dirigida por Peter Flinth, escrita por Hans Gunnarsson basado en la novela del escritor sueco Jan Guillou.
Producida por Waldemar Bergendahl, Alistair MacLean-Clark, Leif Mohlin (en Suecia), Maritha Norstedt (en Escocia) y por Jan Marnell (en Marruecos). En coproducción con Mark Foligno, Karoline Leth, Nina Lyng y Steve Milne, junto al productor consultante Richard Georg Engström, el productor de supervisión Hans Lönnerheden (de Marruecos) y el productor de línea Laura Julian.
La música estuvo a cargo de Tuomas Kantelinen, la música de cierre fue realizada por Marie Fredriksson, la cantante principal del gripo "Roxette".
Mientras que la cinematografía estuvo en manos de Eric Kress y la edición fue hecha por Søren B. Ebbe y Morten Højbjerg.
Estrenada el 22 de agosto del 2008 con una duración de 2 horas con 8 minutos. La película es la secuela de la película Arn: Tempelriddaren, sin embargo ambas películas se combinaron para el lanzamiento inglés en DVD en el 2010.
La película fue filmada en Dunfermline, Fife; en Glasgow, Strathclyde; en Lothian y en Edinburgh, Escocia, Reino Unido. También se filmó en Erfoud, Marruecos y en Lidköping y Trollhättan, Provincia de Västra Götaland, Suecia.
La miniserie transmitida del 28 de marzo al 2 de abril del 2010 fue dirigida por Peter Flinth y escrita por Hans Gunnarsson, basado en las novelas del escritor sueco Jan Guillou.
Producida por Waldemar Bergendahl, Leif Mohlin (de Suecia), Jan Marnell y Hans Lönnerheden (ambos de Marruecos), Jarkko Hentula y Alistair MacLean-Clark, en coproducción con Mark Foligno, Karoline Leth y Nina Lyng, Con el apoyo de los productores ejecutivos Johan Mardell y Niva Westlin, el productor de posproducción Peter Bengtsson y el productor de línea Laura Julian.
La música estuvo a cargo de Tuomas Kantelinen, mientras que la cinematografía estuvo en manos de Eric Kress.
En el 2012 en Estados Unidos se lanzó el Blue-ray de "Arn: The Knight Templar - The Complete Series".